# 町田进一郎
町田进一郎（日语：／ Machida Shinichiro */?，1884年12月13日—1936年3月29日），出生于日本埼玉縣，日本海军軍人，海军兵学校35期，海軍大學校甲种第16期。日本海军第一水雷战队司令官，“拿破仑”纵队战术的发明者。最终军衔海军少将。从四位勋三等。

## 早期经历
出生于日本埼玉縣。父亲是陆军一等药剂官，大阪共立制药学校的第一任校长町田伸 ，母亲是津留子，町田进一郎是五个兄弟姐妹中的长子。
东京府立第一中学校毕业后， 1904年进入海军兵学校35期就读。 1907年11月20日毕业，毕业成绩在172名学生中排名第5名。任海军少尉候补生后，任“ 桥立 ”号巡洋舰乘组实习。 1914年第一次世界大战爆发，日本对德意志帝国宣战，町田进一郎时任战舰「河内」炮术分队长，随舰参与了对青岛德军阵地的轰炸。1916年12月1日，进入海军大学校甲种第16期进修，并于1918年毕业。 1919年12月1日晋升海军少佐。在第一次世界大战后的西伯利亚干涉期间，町田进一郎担任驱逐舰长，从事俄罗斯沿海州附近海域的警戒工作。整个1914-1920年的战争结束后，町田进一郎被授予勋四等旭日小绶章。

## 济南事件

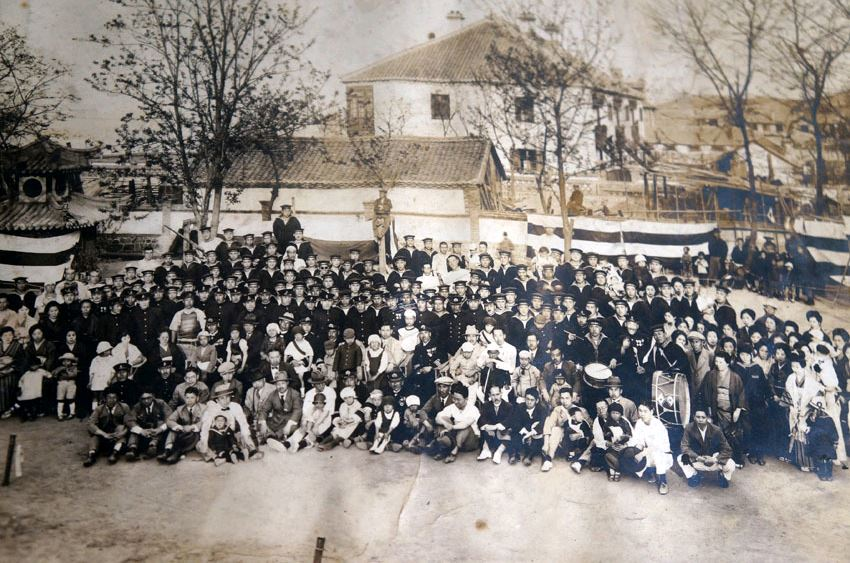
1928年5月，日本第9驱逐队和日本侨民在中国青岛的合影。

1927年11月15日，町田进一郎中佐被任命为天津第9驱逐队司令。12月1日，第9驱逐队被编入第2遣外舰队。
1928年3月，蒋介石的的北伐军队从广州出发接近山东省。4月底，日本高层决定派遣中国驻屯军天津部队的3个中队以及从日本出发的第6师团前往济南。町田中佐接收到了护送第6师团步兵第33旅团的数千名士兵前往青岛的命令。 27日，第9驱逐队抵达青岛，随后町田进一郎中佐率领第9驱逐舰队保护日本侨民撤退到了青岛。安置好日本侨民后，第9驱逐队在山东大角以北的海域进行警备作业。町田进一郎中佐由于在昭和二三年事件中表现优秀，被授予勋三等旭日中绶章。

## 海军假日时代-舰队派

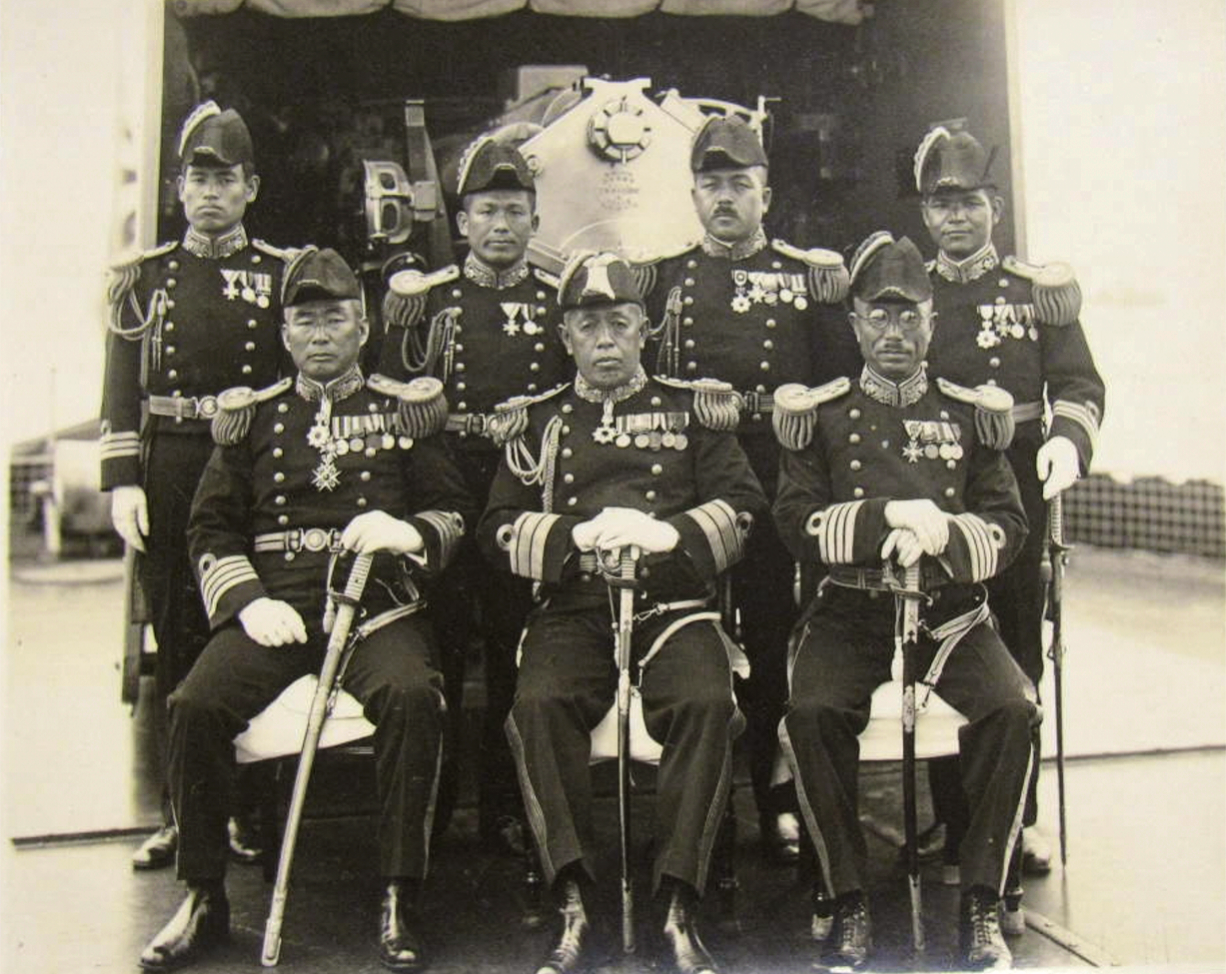
1935年11月，摄于阿武隈号轻巡洋舰。第一水雷战队司令部高级军官的照片。第一水雷战队司令官町田进一郎少将的左边是旗舰“阿武隈”舰长栗田健男大佐，右边是第一水雷战队的机关长津田胜次机关大佐。

町田是舰队派（裁军条约的反对派）的主要成员。1933年（昭和11年）11月，就任第一水雷战队司令官。
之后，町田进一郎司令官致力于舰队派的宣传工作。 根据《原田熊雄日记》中记载，“首先，加藤大将联系町田进一郎大佐（第一水雷战队司令官），说到舰队派必须团结一致并采取强硬态度”、 “町田大佐马上返回舰队，和第二舰队的重巡高雄舰长南云忠一大佐一起去拜访联合舰队的各舰长，呼吁大家团结起来提交申请书”。 除了宣传活动外，町田进一郎率领第一水雷战队以东乡平八郎的名言“訓練に制限なし”为口号进行猛训练。在训练的过程中，町田大佐发明了日本海军水雷战术中的拿破仑纵队战术。町田虽然不是对美开战的强硬派，但在1935年町田少将预感到日美必战。海军大佐原为一于1935年11月从町田进一郎少将那里得到指示：“日米開戦となれば、いま日本海軍には、適当な海上指揮官がいない。多年海上で腕を鍛え、微細のことにも警戒を怠らず、創意に富み、新戦術を得意とする将軍がいない。おれはそれが心配だ。きみたちは若い、大いに海上で、腕を練れ。”

## 轶事

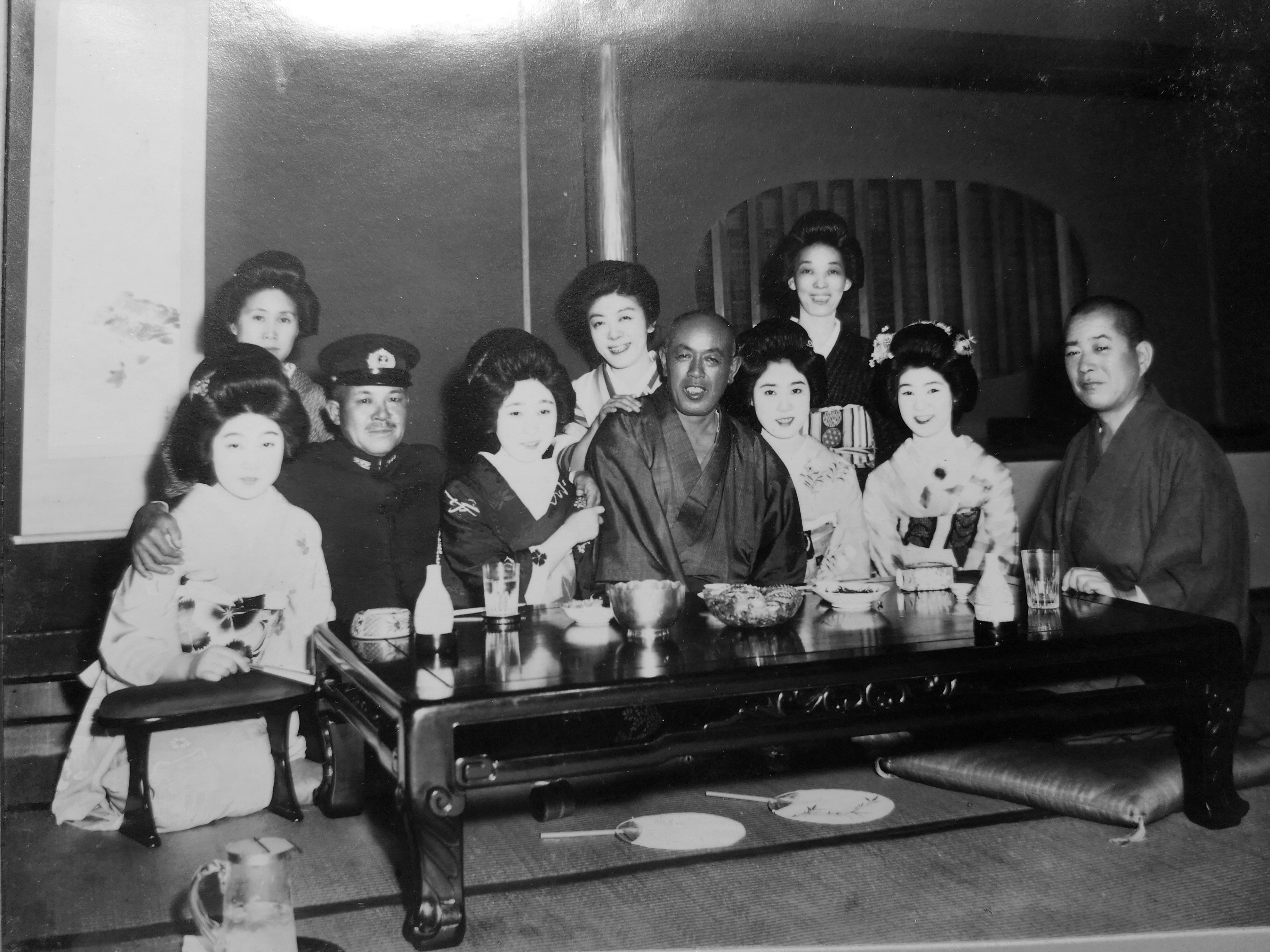
第一水雷战队司令官町田进一郎和高雄号重巡洋舰舰长南云忠一

町田进一郎是南云忠一的密友。町田进一郎是1907年海军兵学校学生会的会长，在那时候便认识南云忠一，两人都是非常擅长航海与水雷术。二人的任官履历也以一致的步调进行：1909年两人共同在日进号装甲巡洋舰上一起实习工作，之后南云忠一几乎是以晚一年的时间间隔完成着前一年町田進一郎从事的工作。在华盛顿海军条约及伦敦海军条约签署后的海军假日时期，鱼雷这一个新兴武器得以迅速发展。町田进一郎和南云忠一作为日本联合舰队的水雷战术佼佼者，经常在周末私会利用闲暇时间进行推演以及战术的探讨。
1935年5月进行的袭击演习，和1927年美保关事件时的情况一样，是在视线条件极差的夜里进行的训练。在该次演习中，町田进一郎指挥第一水雷战队和第二水雷战队的联合水雷编队开始了对战舰编队的攻击。町田进一郎少将采用了一套极其舍命冒险的战术，并计划在演习中“击沉”自己好友南云忠一大佐的山城号战列舰。
神通号轻巡洋舰在黑夜中故意打开探照灯，吸引了山城号战列舰的注意，在遭遇山城号战列舰的探照灯照射索敌发现后，神通号轻巡洋舰也用探照灯照了回去，两船的船员都被探照灯照得睁不开眼。这时候，町田进一郎少将下令神通号轻巡洋舰使用第二水雷战队司令官有地十五郎少将设计的“逆落战法”。这是一种以极冒险的反航战姿态高速接近敌舰并发射鱼雷的战术。山城和神通在互相探照灯照射大家都眼花缭乱的状态下，彼此一步也不让步，呈现出沿一条直线相向而行决斗的样子。转眼间两舰距离已经不满3000米。在山城号战列舰上坐镇的舰队参谋长感觉到了危险，大喊“舰长，掌舵！”，但是南云忠一舰长当时大喝：“参谋长没有指挥权！面舵一杯！”。同时，神通转向了方向舵，山城号战列舰和神通号轻巡洋舰仅仅以数十米的距离以相对速度100km/h以上的速度擦肩而过。与此同时，町田司令官指挥下的驱逐队发射了数颗演习鱼雷，发出磷光通过山城的舰底，战术成功了，演习中山城号战列舰被“击沉”。可是该战法极其冒险，如果神通和山城两舰都晚几秒钟转向的话，毫无疑问神通会被山城号战列舰撞成两半。演习结束后，神通得意地发出了町田舰长的名言「ヒヤヒヤさせるじゃないかいな」的发光信号。

## 年表

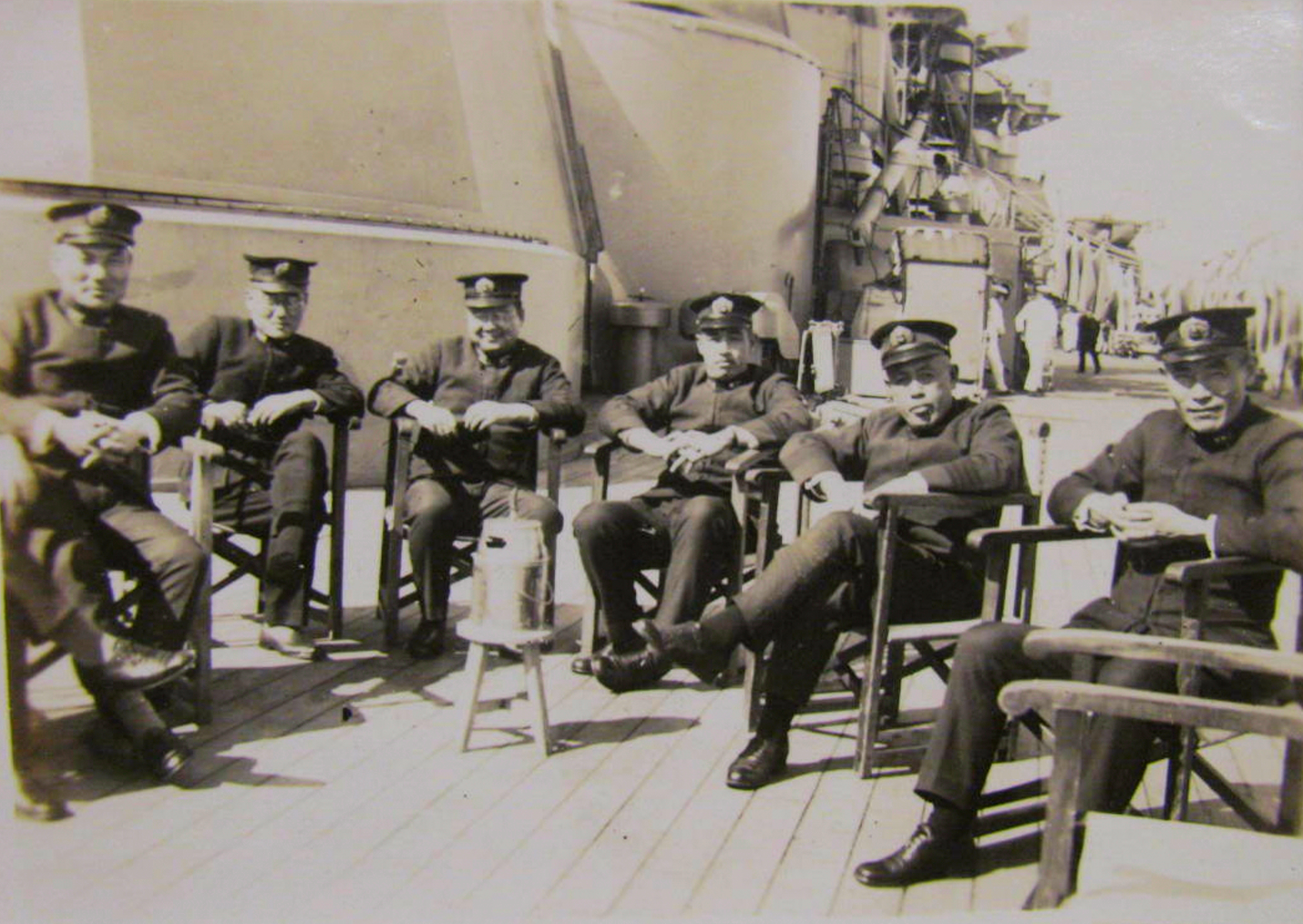
町田少将的个人照片，拍摄于1933年的日向号战列舰。从右到左分别是日向号战列舰副长宇垣完尔、舰长町田进一郎、副炮术长山澄忠三郎、主计长加藤信夫、分队长松田源吾、水雷长中岛千寻。

- 1907年（明治40年）11月20日 - 海军兵学校卒业（35期）。海军少尉候补生。防护巡洋舰「桥立」乘组

- 1908年（明治41年）

—— 7月28日 - 装甲巡洋舰「日进」乘组
—— 12月25日 - 任 海军少尉
- 1909年（明治42年）12月25日 - 海军炮术学校普通科学生

- 1910年（明治43年）

—— 4月20日 - 海军水雷学校普通科学生
—— 7月31日 - 战舰「敷岛」乘组
—— 12月1日 - 任 海军中尉
- 1911年（明治44年）4月1日 - 第11艇队附
- 1912年（明治45年）

—— 5月22日 - 防护巡洋舰「津轻」乘组
—— 11月13日 - 日本海军大学校乙种学生
- 1913年（大正2年）

—— 5月24日 - 海军水雷学校高等科学生
—— 12月1日 - 任 海军大尉 战舰「河内」分队长
- 1915年（大正4年）

—— 1月21日 - 驱逐舰「樱」乘组
—— 12月13日 - 第2艇队水雷艇「白鹰」艇长 兼 海军水雷学校教官
- 1916年（大正5年）12月1日 - 日本海军大学校甲种学生

- 1918年（大正7年）12月1日 - 驱逐舰「初霜」（日语：初霜 (初代神風型駆逐艦)）驱逐舰长

- 1919年（大正8年）

—— 11月1日 - 驱逐舰「初霜」驱逐舰长 兼 海军水雷学校教官
—— 12月1日 - 任 海军少佐 驱逐舰「枫」舰长
- 1920年（大正9年）7月15日 - 装甲巡洋舰「磐手」水雷长 兼 分队长

- 1921年（大正10年）10月21日 - 装甲巡洋舰「磐手」水雷长 兼 分队长 兼 参谋本部员

- 1923年（大正12年）

—— 11月1日 - 第二水雷战队参谋
—— 12月1日 - 任 海军中佐
- 1924年（大正13年）12月1日 - 舰政本部员（一部二课） 兼 海军军需局局员（一课）

- 1925年（大正14年）8月25日 - 重巡洋舰「古鹰」舾装员

- 1926年（大正15年）

—— 3月31日 - 重巡洋舰「古鹰」副长
—— 10月15日 - 日本海军大学校教官
- 1927年（昭和2年）11月15日 - 第九驱逐队司令

- 1928年（昭和3年）12月10日 - 任 海军大佐 轻巡洋舰「神通」舰长

- 1929年（昭和4年）11月30日 - 第十二驱逐队司令

- 1930年（昭和5年）12月1日 - 重巡洋舰「古鹰」舰长

- 1931年（昭和6年）12月1日 - 战舰「扶桑」舰长

- 1932年（昭和7年）12月1日 - 战舰「日向」舰长

- 1933年（昭和8年）11月15日 - 第一水雷战队司令官

- 1934年（昭和9年）11月15日 - 任 海军少将

- 1935年（昭和10年）11月15日 - 军令部出仕

- 1936年（昭和11年）3月29日 - 病故，享年51岁

## 荣典

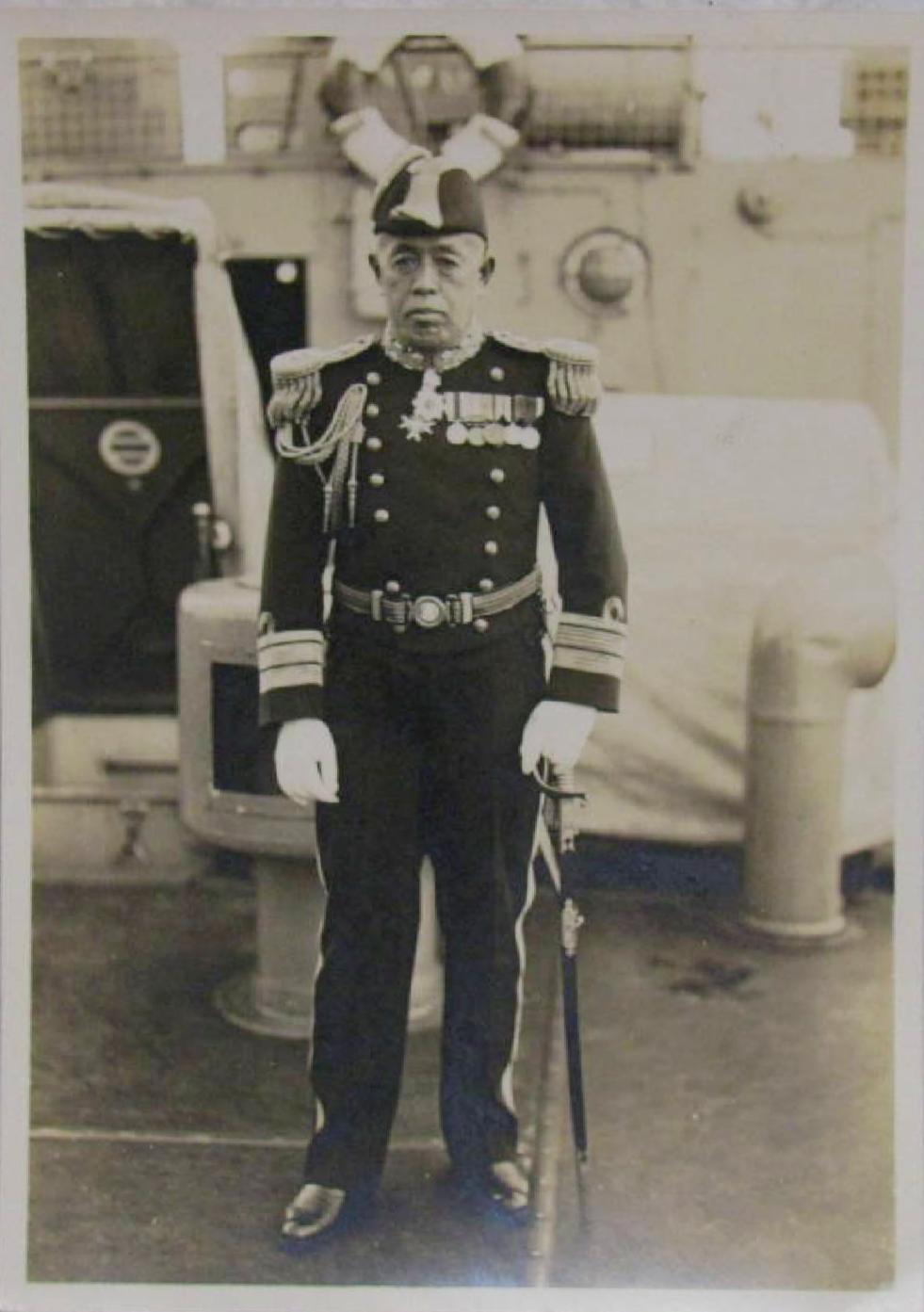
1935年11月，町田少将穿着大礼服在阿武隈号轻巡洋舰的船尾甲板上的留影。

#### 位阶
- 1909年（明治42年）3月1日 - 正八位[5]

- 1914年（大正3年）1月30日 - 正七位[6]

- 1936年（昭和11年）3月29日 - 从四位[7]

#### 勋章
- 1920年（大正9年）11月1日-  勋四等旭日小绶章[8]

- 1928年（昭和3年）5月22日-  勋三等瑞宝章[9]

- 1929年（昭和4年）9月5日-  勋三等旭日中绶章[10]

#### 奖章&纪念章
- 1909年（明治42年）6月1日-  大韩帝国纯宗南西巡幸纪念章（日语：記念章#大韓帝国の記念章）[11]

- 1920年（大正9年）11月1日-  第一次世界大战胜利奖章[8]

- 1920年（大正9年）11月1日-  大正三年至九年的战役从军记章（日语：従軍記章#大正三四年（大正三年乃至九年戦役）従軍記章）[8]

- 1928年（昭和3年）11月16日-  昭和大礼纪念章（日语：記念章#大礼記念章（昭和））

- 1934年（昭和9年）4月29日-  昭和六年至九年事变从军记章（日语：従軍記章#昭和六年乃至九年事変従軍記章）

## 亲属
- 父亲：町田伸（日语：大阪薬学専門学校 (旧制)#歴代校長）（陆军一等药剂官·大阪共立制药学校（日语：大阪薬学専門学校 (旧制)）第一任校长）

- 妻子：町田爱子

- 弟弟：町田哲二郎（京都帝国大学机械工科毕业，剑桥大学机械工程学博士，日本空気机械工业所法人代表）、町田耕三郎（京都帝国大学机械工科毕业，日本空気机械工业所/[防爆 モーター タイクウエアモータ | 株式会社 赤阪鐵工所 太空机械]第一任社长）

- 长子：町田正雄（海军中尉，战死）

- 次子：町田忠雄（海军少尉）